# Strangelet
Strangelet, strangelets ou ainda strange nugget são pequenos fragmentos de matéria estranha, que é formada pela união de quarks dos sabores up, down e strange. Só existiriam se a "hipótese da matéria estranha" está correta, em cujo caso são o verdadeiro estado fundamental da matéria, e os núcleos são somente estados metaestáveis com uma duração muito extensa. Supõe-se que ela seja mais estável que a matéria normal, e que por conta disso, caso adquira um tamanho macroscópico, a mesma, passe a interagir com a matéria que estiver ao redor e a transformando num strangelet maior e mais estável, até que sua densidade se torne tão alta ao ponto de se formar um buraco negro.
Para que seja formada, é preciso que haja uma enorme compressão de matéria, tal como ocorre em estrelas de nêutrons ou em um cenário semelhante ao Big Bang, ou em colisões de partículas, como a que ocorre em aceleradores de partículas e em explosões de raios cósmicos. Existe uma pequena probabilidade, de que, caso ele seja criado em um acelerador de partículas na Terra, ele possa vir a destruir o planeta, porém, até o atual momento, nunca foi registrada a sua criação.